# Meshuggah
Meshuggah er et teknisk dødsmetal-band, dannet 1987 i Umeå, Sverige. De er kendt for polyrytmer, primalskrig og deres egen opfundne stil, som man har valgt at kalde "djent".

## Medlemmer
- guitarist: Fredrik Thordendal
- guitarist: Mårten Hagström
- bassist: Dick Lövgren
- vokalist: Jens Kidman
- trommer: Tomas Haake

## Albums
- 1989: Meshuggah
- 1991: Contradictions Collapse
- 1994: None
- 1995: Selfcaged
- 1995: Destroy Erase Improve
- 1997: The True Human Design
- 1998: Contradictions Collapse + None (reissue)
- 1998: Chaosphere
- 2001: Rare Trax
- 2002: Nothing
- 2004: I
- 2005: Catch 33
- 2006: Nothing (reissue)
- 2008: obZen
- 2010: Alive
- 2012: Koloss
- 2014: The Ophidian Trek (live)
- 2014: I (special edition)
- 2016: The Violent Sleep of Reason
- 2022: Immutable

- Wikimedia Commons har flere filer relateret til Meshuggah

| Musikgruppe | Spire Denne artikel om en svenske musikgruppe er en spire som bør udbygges. Du er velkommen til at hjælpe Wikipedia ved at udvide den. |